# Virgen de la O (Orense)
La Virgen de la O, también conocida como Virgen de la Expectación, es una escultura religiosa ubicada en la Catedral de Orense, en Galicia (España).

## Historia
La talla, realizada en madera de nogal a finales del siglo XVI, es obra del artista portugués Alonso Martínez Montánchez, quien trabajó también en el coro de Montederramo, ubicado en el Monasterio de Santa María de Montederramo, en Orense.
La estatua, emplazada probablemente en alguno de los retablos del templo donde era objeto de culto, fue retirada aproximadamente en el siglo XVIII y colocada finalmente en el museo de la catedral, donde se custodia desde 1954, constituyendo una de las pocas representaciones de la Virgen María encinta.

## Restauración
En 2012 la imagen fue sometida a un proceso de restauración con un coste de aproximadamente 3.000 euros, el cual fue acometido por la empresa Arte 3 de Orense gracias a las aportaciones efectuadas por la asociación Amigos de la Catedral. Respecto al estado de conservación, la talla mostraba defectos derivados de la humedad, presentando además una grieta que recorría la escultura de arriba abajo así como quemaduras provocadas por velas y ataques de xilófagos. Respecto a la base, que carecía de consistencia, la misma fue reforzada empleando un tipo de madera lo más semejante a la original. Sumado a lo anterior, la imagen mostraba zonas de escamas en la policromía mientras que la pierna derecha tenía la madera a la vista, estando la talla cubierta con una gruesa capa de barniz la cual se había ido oxidando con el paso del tiempo. Durante la labor de restauración, con el fin de cumplir con las normas de Patrimonio en Galicia, no se empleó pan de oro para no mezclarlo con el original, mientras que a los diseños que conforman la ornamentación del manto no se les efectuó retoque alguno con el objetivo de no variar la composición original.
Una vez finalizado el proceso de restauración, la imagen fue presentada en un acto presidido por el obispo Leonardo Lemos Montanet el cual tuvo lugar en la sacristía de la catedral.